# Garah Tnaiash
Garah Tnaiash (1 de enero de 1991) es un deportista iraquí que compite en atletismo adaptado. Ganó tres medallas en los Juegos Paralímpicos de Verano entre los años 2016 y 2024.

## Palmarés internacional
| Juegos Paralímpicos | Juegos Paralímpicos     | Juegos Paralímpicos | Juegos Paralímpicos |
| Año                 | Lugar                   | Medalla             | Prueba              |
| ------------------- | ----------------------- | ------------------- | ------------------- |
| 2016                | Río de Janeiro (Brasil) | Medalla de oro      | Peso F40            |
| 2020                | Tokio (Japón)           | Medalla de plata    | Peso F40            |
| 2024                | París (Francia)         | Medalla de bronce   | Peso F40            |